# Plaga romana de 590

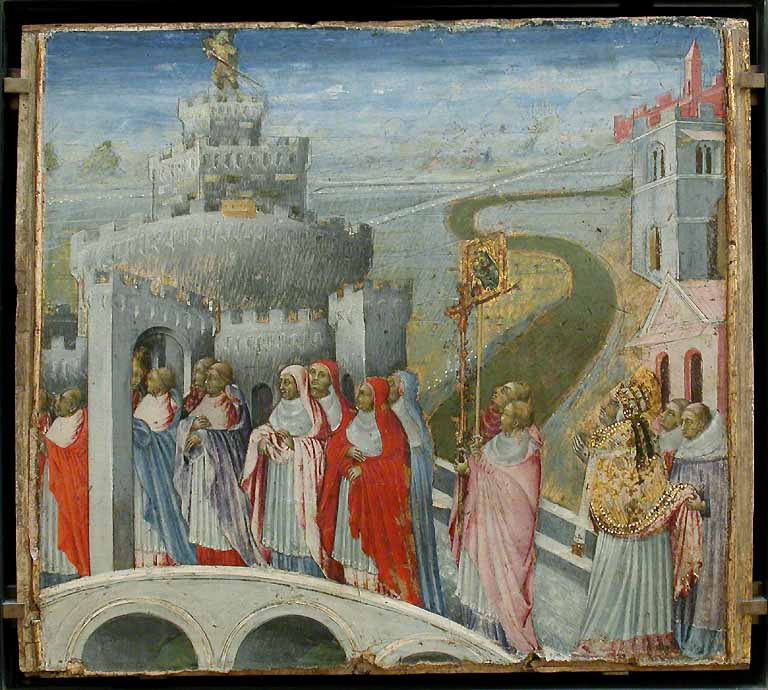
La visión del Papa Gregorio I en Castillo Sant'Angelo, que significa el fin de la plaga, se convirtió en un tema popular del arte medieval.

La peste romana de 590 fue una epidemia de peste que afectó a la ciudad de Roma en el año 590. Probablemente peste bubónica, fue parte de la primera pandemia de peste que siguió a la plaga de Justiniano, que comenzó en la década de 540 y pudo haber matado a más de 100 millones de europeos antes de propagarse a otras partes del mundo y que duró hasta el final de la Antigüedad tardía. La plaga fue descrita por el obispo y cronista Gregorio de Tours y más tarde cronista Pablo el Diácono.

## Historia
El invierno antes de que estallara la plaga, muchos de los graneros de Roma resultaron dañados cuando el Tíber se inundó en noviembre de 589. Gregorio de Tours relata que serpientes portentosas y dragones fueron vistos en las aguas. La epidemia comenzó a principios de 590; La narrativa de Gregorio no es específica, pero la muerte llegó rápidamente a los pacientes infectados y el cronista describe la enfermedad como una "plaga de la ingle"(en latín: lues inguinaria), factoresque ayudan a su identificación como peste bubónica.
Obispo de Roma Pelagio II murió de peste en febrero de 590 y el Papa Gregorio I, entonces un diácono, fue elegido su sucesor. Gregory era anteriormente praefectus urbi antes de convertirse en monje.
Gregorio había servido anteriormente como apocrisiarius, una especie de embajador papal en el Imperio Romano Oriental, donde probablemente había sido influenciado por las prácticas bizantinas. La capital imperial de Constantinopla, consagrada a la protección de la Madre de Dios (los Theotokos),tenía una práctica por la cual las procesiones de los fieles por las calles de la ciudad cantando salmos y kyrie eleison para calmar la ira de Dios. Gregorio probablemente había presenciado estas procesiones durante su estancia en Constantinopla.

## Procesiones papeles
Cuando la peste estaba en Roma en 590 y Gregorio todavía era un diácono, organizó tal procesión que se llevaría a cabo en Roma, donde siete grupos celebraban procesiones por las calles de la ciudad y terminaban en la basílica de María la Mayor para pedir la protección de la Virgen María. Las procesiones tuvieron lugar el 25 de abril de 590.
El aspecto marianos de la procesión era quizás inusual en ese momento, ya que Roma estaba tradicionalmente asociada con la protección de San Pedro, pero puede haber sido el resultado de la influencia bizantina, ya que Constantinopla fue a menudo puesta bajo la protección de Losotokos en tiempos de crisis.
Los siete grupos procesionales fueron: 1) clero, 2) abades y monjes, 3) abadesas y monjas, 4) hombres 5) mujeres casadas 6) viudas y 7) hijos (también tal vez incluyendo a los pobres de Roma).
La razón de las procesiones fue porque las plagas y otros desastres nacionales se interpretaban típicamente en ese momento como el castigo de Dios por la pecaminosa, y por lo tanto para apaciguar la ira de Dios, se tomaron estas medidas.
Ochenta personas colapsaron durante la procesión como resultado de ser infectadas por la peste.

## Visión del Papa Gregorio

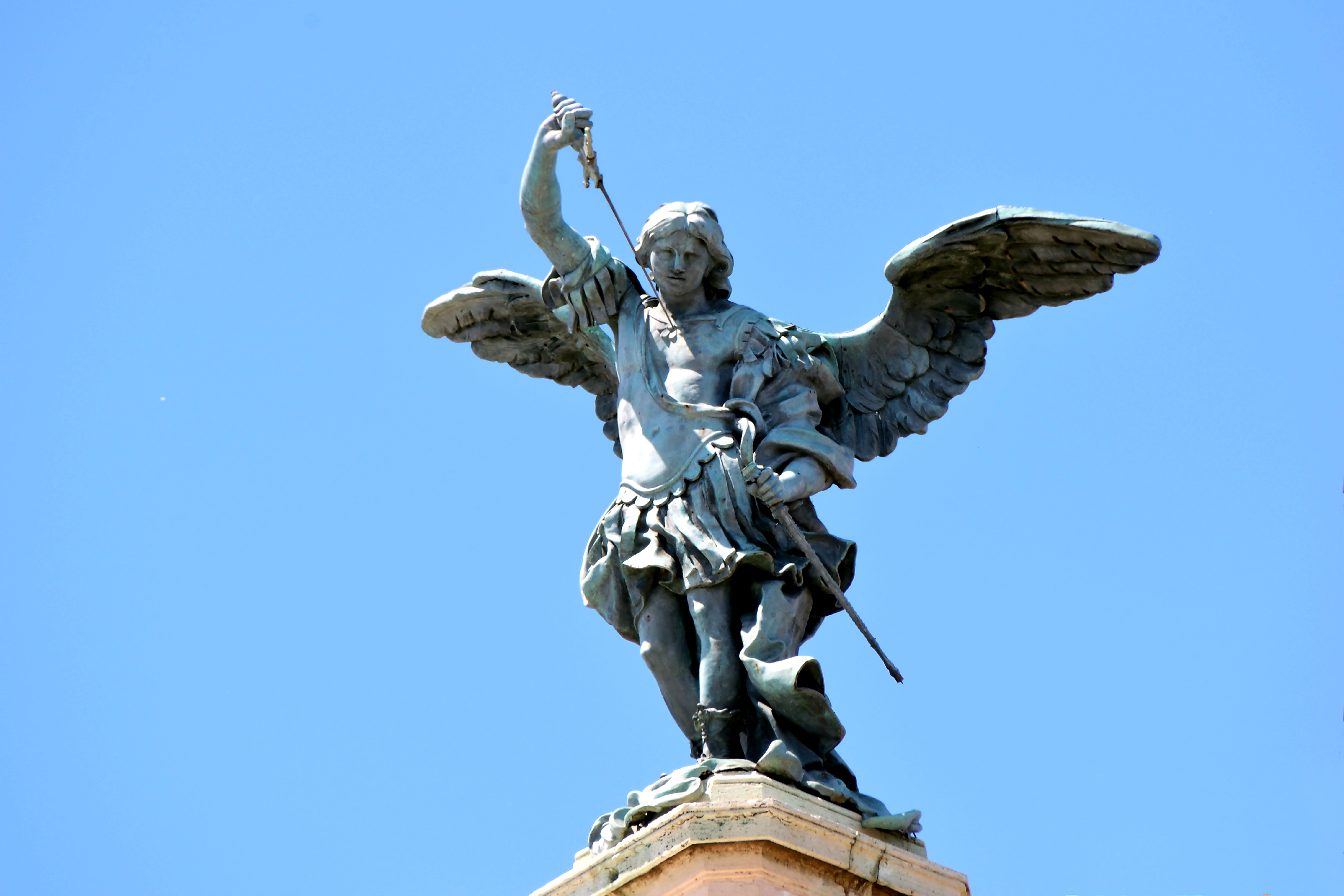
Estatua de San Miguel en el Mausoleo de Adriano, por Peter Anton von Verschaffelt (1753)

Según la leyenda posterior, el Papa Gregorio vio una visión cuando la procesión se acercó al mausoleo del emperador romano Adriano, en la orilla derecha del Tíber cerca de la Colina Vaticana. El Papa vio a San Miguel Arcángel blandiendo y luego enfundando su espada en lo alto del monumento, lo que fue interpretado para significar que la ira de Dios había sido rechazada, y la plaga supuestamente se detuvo en ese momento, tras lo cual los fieles agradecieron a la Madre de Dios.
La tumba imperial del siglo II d. C., que se convirtió en una fortaleza a finales de la Antigüedad, posteriormente se conoció como Castillo de Sant'Angelo, 'Castillo del Santo Ángel'. En el siglo XVIII, una escultura de bronce fue ambientada en la cumbre del Castillo de Sant'Angelo para conmemorar la leyenda, retratando al arcángel alado en armadura romana y diseñada por Peter Anton von Verschaffelt en 1753.